# HMS Britannia (1762)
Pour les autres navires du même nom, voir HMS Britannia et HMS Barfleur.
Le HMS Britannia (renommé HMS Princess Royal, HMS St George et enfin HMS Barfleur) est un vaisseau de ligne portant 100 canons en service dans la Royal Navy entre 1778 et 1825. Il est le deuxième des six navires à avoir porté ce nom.

## Construction
Le HMS Britannia est commandé le 25 avril 1751 aux chantiers navals de Portsmouth selon le standard de 1745 (en). La quille est posée le 1er juillet 1751 et le vaisseau est lancé le 19 octobre 1762. Le cout total de la construction atteint la somme de 45 844 £.

## Armement
Le HMS Britannia porte 28 canons de 42 livres sur son pont principal, remplacés plus tard par des canons de 32 livres. Le pont intermédiaire reçoit 28 canons de 24 livres et le pont supérieurs 28 canons de 12 livres. Dans les années 1790, 10 des 12 canons de 6 livres de bastingage et deux des quatre canons de 6 livres du gaillard d'avant sont remplacés par autant de caronades de 32 livres.

## Service actif
Le HMS Britannia entre en activité en septembre 1778 et combat pendant la guerre d'indépendance des États-Unis.
Entre 1793 et 1795, il est le vaisseau amiral du vice-amiral Hotham. En 1797, le navire est présent à la bataille du cap Saint-Vincent.
À la bataille de Trafalgar, le HMS Britannia porte la marque du contre-amiral de l'escadre blanche William Carnegie et est commandé par le capitaine Charles Bullen. Le HMS Britannia se dirige vers la flotte française en cinquième position dans la colonne au vent menée par le HMS Victory et engage trois vaisseaux ennemis dont le Bucentaure et la Santísima Trinidad avant de poursuivre les vaisseaux alliés en retraite. La bataille coute à l'équipage 10 tués et 42 blessés. Peu abimé, le vaisseau peut porter secours à d'autres navires britanniques plus sérieusement endommagés lors de la tempête qui suit la bataille,.

## Dernières années
Après Trafalgar, le HMS Britannia est placé dans la flotte de réserve dans l'Hamoaze en 1806. Le navire est renommé HMS Princess Royal le 6 janvier 1810 puis HMS St George le 18 janvier 1812 et enfin HMS Barfleur le 2 juin 1819.
Le navire est démoli à Plymouth en février 1825.

### Traduction
- (en) Cet article est partiellement ou en totalité issu de l’article de Wikipédia en anglais intitulé « HMS Britannia (1762) » (voir la liste des auteurs).

- (en) Cet article est partiellement ou en totalité issu de l’article de Wikipédia en anglais intitulé « Charles Bullen » (voir la liste des auteurs).